# テメレーア (戦列艦)
テメレーア （HMS Temeraire, 1798） はイギリス海軍の軍艦で98門搭載の2等戦列艦。トラファルガー海戦に参加した。世界的にはターナーの絵画に描かれたことで著名。同名の軍艦としてはイギリス海軍では2代目である。

## 経歴
戦列艦テメレーアは1798年9月11日に進水した。艦名は1759年のラゴスの海戦で捕獲されたフランスの74門艦テメレール Téméraire, （イギリス海軍の初代テメレーア；1784年退役）の名を継承したものである。英語の Temerarious（向こう見ずな）でなくフランス語由来の艦名なのは、武勲を新造艦に引継ぐイギリス海軍の慣習による。
テメレーアはトラファルガーの海戦でネルソン提督の旗艦ヴィクトリーの戦列の2番艦であり、エライアブ・ハーヴェイ艦長のもと、ネルソンとその旗艦を助けて奮戦し、大きな被害を受けた。海戦においてテメレーアはヴィクトリーと交戦していたフランス74門艦ルドゥタブルを降伏させ、また74門艦フグーを捕獲した。
テメレーアは1812年から1815年まで監獄船として、また1836年まで新兵収容艦（receiving ship）として使用された後、解体のため1838年に売却された。廃材は教会の建設などに利用された。

## 絵画
テメレーアはターナーによる絵画によって有名になった。1838年に描かれた掲出の「解体されるために最後の停泊地に曳かれてゆく戦艦テメレール号」（ロンドン・ナショナル・ギャラリー）は世界的な名画であり、2005年に行われたイギリス国内の一般投票により「最も偉大なイギリス絵画」に選ばれた。
この絵のタイトルは日本語では「戦艦テメレール号」となっているが、原語では「Fighting Temeraire」であり、トラファルガーでの奮闘をたたえる愛称となっている。